# 명왕성 (영화)
"명왕성"은 2013년 7월 11일에 개봉한 신수원 감독의 한국영화이다. 2012년에 제작한 영화는, 베를린국제영화제 특별언급상을 수상했으며, 부산국제영화제 초청작으로 유명을 떨쳤던 작품이다. 그러나 영상물등급위원회에서 청소년 관람불가 등급을 받고 반발했으며, 논란이 일자 영상물등급위원회는 재편집 없이, 재심의로 15세 관람가 등급을 받고 예정대로 개봉했으며. 16,863명의 관람객을 기록하였다.

## 캐스팅
- 이다윗 : 김준 역
- 성준 : 유진 테일러 역
- 조성하 : 박반장(우정출연)역
- 김꽃비 : 정수진 역
- 김권 : 한명호 역
- 류경수 : 박정재 역
- 선주아 : 강미라 역
- 남태부 : 최보람 역
- 길해연 : 준의 모 역
- 황정민 : 명호 모 역
- 박남희 : 정재 모 역
- 박해준 : 최형사 역
- 오정우 : 강창민 역
- 김재록 : 교장선생님 역
- 박현영 : 김선생 역
- 신용욱 : 일타선생 역
- 박태성 : 문학선생 역
- 김호연 : 수진 모 역
- 김미정 : 손은주 역
- Mark Ancliff : 영어선생 역
- 김수빈 : 수진이 친구 역
- 오경주 : 미라 모 역
- 이선영 : 학생주임 역
- 이은미 : 보람 모 역
- 신아영 : 대학 행정실 직원 역
- 황성규 : 예비 1순위 역
- 안다혜 : 식당 수근녀, 오답학생 역
- 최소민 : 식당 수근녀, 오답학생 역
- 최준우 : 외부강사 역
- 윤수영 : 중앙정원 경찰1 역
- 이정원 : 중앙정원 경찰2 역
- 정재우 : 중앙정원 형사 역
- 함태영 : 중앙정원 선생님 역
- 박지아
- 김미연
- 홍승민
- 김진오
- 김태영
- 박종국
- 한창훈
- 박태영
- 최성민
- 고명우
- 이가람
- 송태우
- 임혜빈
- 김세진
- 최흥선
- 한솔
- 홍영남
- 김홍준
- 이유진
- 김희원
- 김윤경
- 임다빈
- 김민영
- 김준범
- 남현경
- 정세진
- 박재민
- 조정기
- 남현정
- 정미경
- 정은경
- 김민정
- 이은숙
- 한종진
- 김유나
- 김인영
- 김철중
- 김호연
- 박미소